# Ziemia lęborsko-bytowska

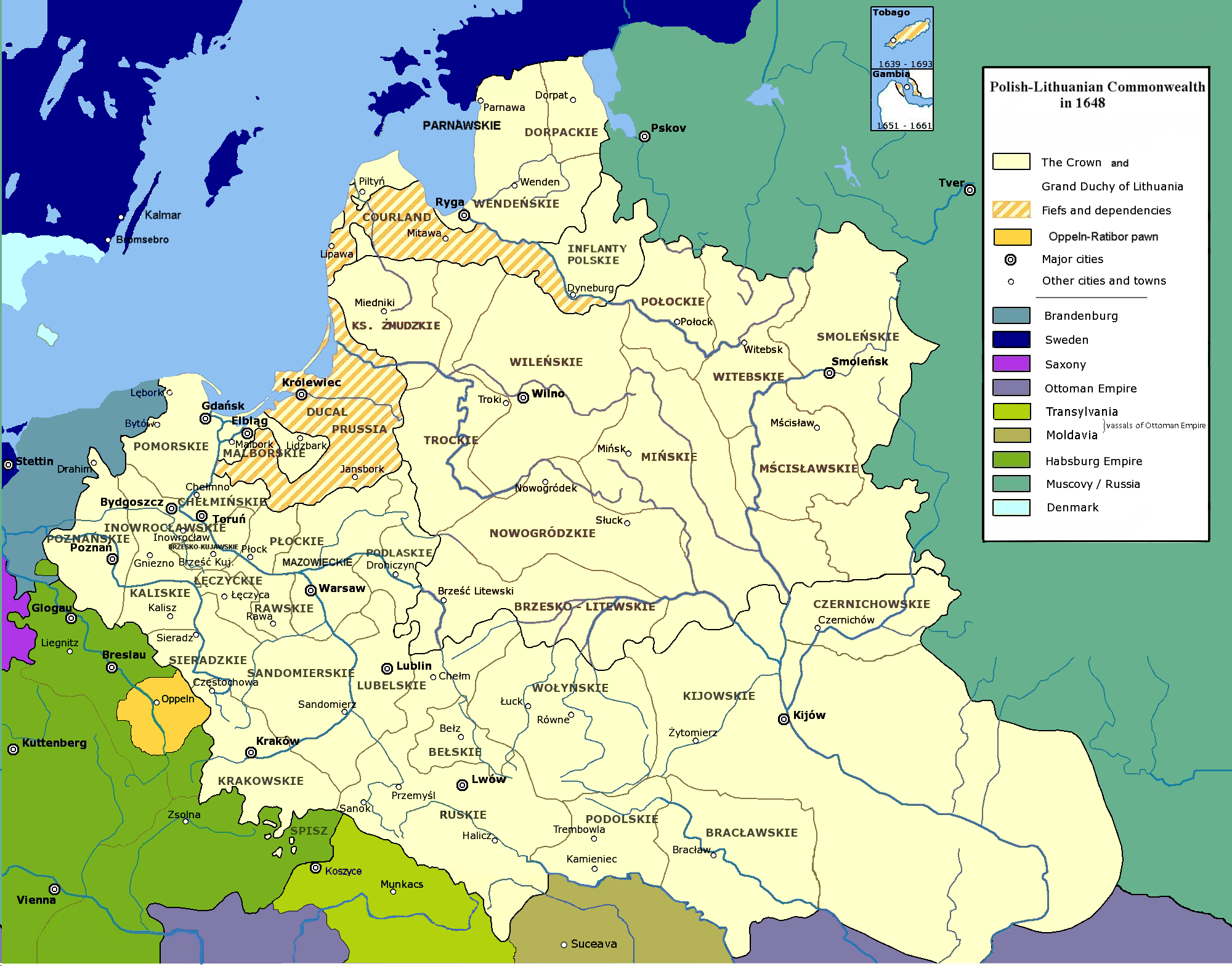
Rzeczpospolita Obojga Narodów w 1648 roku. Ziemia lęborsko-bytowska stanowiła część województwa pomorskiego.

Ziemia lęborsko-bytowska – terytorium historyczne na Pomorzu, złożone z dwóch okręgów ze stolicami w Bytowie i Lęborku.

## Historia

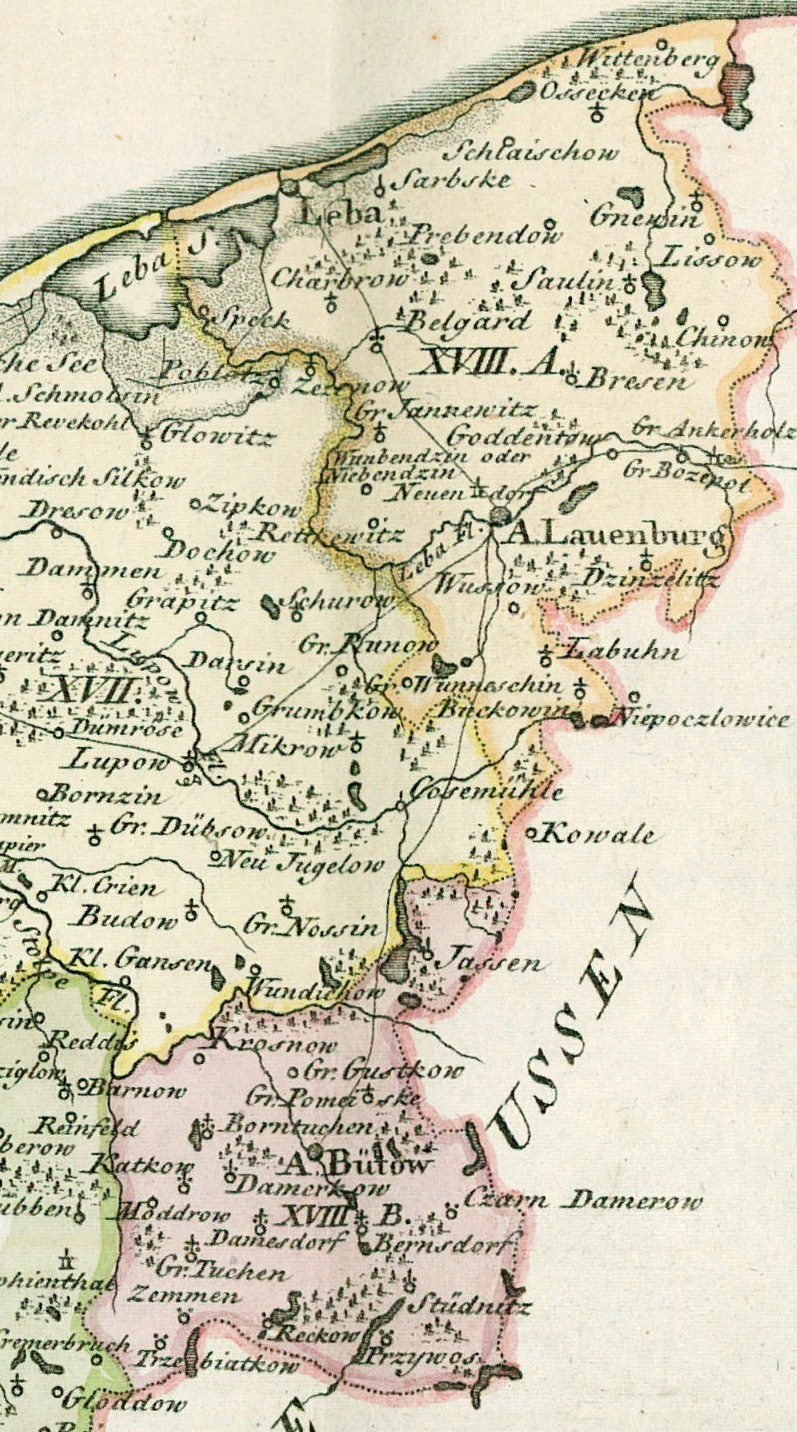
Ziemia lęborsko-bytowska

Całym obszarem do rzeki Łeby władała dynastia Gryfitów a terytoriami miast Sławno i Słupsk rządziła ich boczna linia po Raciborze I. W 1227 r. po wymarciu bocznej linii, ziemie te nie powróciły do Gryfitów, lecz przeszły pod panowanie Sobiesławiców. W 1282 między księciem gdańskim Mściwojem II a księciem wielkopolskim Przemysłem II zawarty został układ w Kępnie; umowa głosiła, że ten z książąt, który przeżyje drugiego, będzie po nim dziedziczył. Od śmierci Mściwoja II w 1294 roku ziemia lęborsko-bytowska została objęta przez Przemysła II (następnie króla Polski), jednak roszczenia do tej ziemi zgłaszali także margrabiowie brandenburscy z dynastii askańskiej. Doprowadziło to do najazdu wojsk margrabiów brandenburskich w 1307 roku. W 1309 margrabia Waldemar na mocy układu w Myśliborzu zrezygnował z roszczeń do Pomorza Gdańskiego na rzecz zakonu krzyżackiego w zamian za 10 000 srebrnych marek. W ten sposób m.in. ziemia lęborsko-bytowska została przejęta przez Krzyżaków. W 1317 r. Krzyżacy przekazali terytoria Sławna i Słupska Gryficie – księciu wołogoskiemu Warcisławowi IV. Książę pomorski w 1321 r. podarował obszar Bytowa swojemu marszałkowi Henningowi Behr. Jego syn w 1329 r. sprzedał „territorium Butow, dominium et castrum” zakonowi krzyżackiemu za 800 grzywien denarów.
W latach 1455–1460 i od 1466 ponownie należała do Gryfitów. W 1460 roku książę Eryk II przekazał ziemię bytowską Krzyżakom zrywając sojusz z Polską, jednak w 1466 roku za zgodą Kazimierza Jagiellończyka wykupił ją od Krzyżaków na warunkach ogólnikowo określonej zależności od Polski. Od 1526 ziemia lęborsko-bytowska była lennem Królestwa Polskiego. 
W 1637 roku po bezpotomnej śmierci Bogusława XIV, ostatniego księcia zachodniopomorskiego, ziemia lęborsko-bytowska została włączona do Polski i weszła w skład województwa pomorskiego, ale z zachowaniem pewnej odrębności. W latach 1637–1657 obszar ten był włączony do województwa pomorskiego.
W 1657 na mocy traktatów welawsko-bydgoskich została przekazana Brandenburgii (od 1701 Królestwo Prus), formalnie jako lenno Polski do pierwszego rozbioru w 1772, ale w rzeczywistości utracona. Następnie w pruskiej prowincji Pomorze (do 1804 w pewnych sprawach podlegała jednak  władzom Prus Zachodnich). Pomimo germanizacji i polonizacji zachowała się na tych terenach ludność kaszubska. W 1945 ziemia lęborsko-bytowska z powrotem znalazła się w granicach Polski.